# Yan Gi-tak
Yang Gi-tak (idioma coreano: 양기탁; Kangsŏ, P'yŏngan, Joseon, 2 de abril de 1871 - Jiangsu, China, 1938) fue un político y activista del movimiento independista coreano.

En 1907 organizó la Nueva Asociación del Pueblo (Sinminhoe) que promovía la industria y la independencia de Corea. Fue el noveno presidente del Gobierno Provisional de la República de Corea entre 1933 y 1935.